# Stéphanie Séguin
Stéphanie Séguin (née le 23 juin 1981 à St-Laurent ), est une joueuse canadienne de ringuette  évoluant au poste d'avant-attaquante. Elle joue actuellement pour le Montréal Mission dans la Ligue Nationale de Ringuette (LNR). Elle est membre de l'équipe nationale de ringuette du Canada.

## Carrière
Séquin commence la ringuette à l’âge de 4 ans après avoir observé sa mère jouer au hockey sur glace.
«Tout a commencé alors que Séguin n'avait que quatre ans. Elle a demandé à sa mère, qu'elle voyait souvent jouer au hockey sur glace, si elle pouvait jouer ... mais pas avec les garçons.»
Au niveau de l'élite depuis 2004, elle joue  pour Montréal Mission dans la Ligue Nationale de Ringuette au Canada. En 2005, avec Julie Blanchette, elle part jouer une saison dans la Ligue professionnelle de ringuette de Finlande pour le club Turun Ringet à Turku.
Depuis 2004, elle est membre de l'équipe nationale du Canada. Elle participe aux Championnats du monde de ringuette de 2004 à Stockholm, de 2007 à Ottawa et de 2010 à Tampere. Elle participe également aux Championnats mondiaux des clubs de 2008 à Sault Ste-Marie.
Possédant une licence d'instructeur niveau 3 certifié, elle est entraîneur à l'École Nationale de Ringuette affilié à « Ringuette-Canada »(Archive.org • Wikiwix • Archive.is • Google • Que faire ?). Elle est entraîneur pour l’équipe nationale de la Slovaquie pendant 2 ans (2008-2009) (Projet international de développement) et participe comme entraîneur au tournoi européen Polar Bear à Prague, en République tchèque.

## Statistiques

### En club
| Saison  | Équipe           | Ligue |    | Saison régulière | Saison régulière | Saison régulière | Saison régulière | Saison régulière |    | Séries éliminatoires | Séries éliminatoires | Séries éliminatoires | Séries éliminatoires | Séries éliminatoires |
| Saison  | Équipe           | Ligue | PJ | B                | A                | Pts              | Pun              | PJ               | B  | A                    | Pts                  | Pun                  |                      |                      |
| 2007-08 | Montréal Mission | LNR   | 30 | 31               | 72               | 103              | 12               | -                | -  | -                    | -                    | -                    |                      |                      |
| 2008-09 | Montréal Mission | LNR   | 31 | 47               | 61               | 108              | 22               | 3                | 3  | 3                    | 6                    | 0                    |                      |                      |
| 2009-10 | Montréal Mission | LNR   | 31 | 29               | 54               | 83               | 14               | 2                | 3  | 3                    | 6                    | 0                    |                      |                      |
| 2010-11 | Montréal Mission | LNR   | 27 | 43               | 52               | 95               | 8                | 7                | 10 | 7                    | 17                   | 6                    |                      |                      |

### Au niveau international
| Année | Évènement                         |   | PJ | B | A  | Pts | +/- | Pun                         |  | Résultat |
| 2004  | Championnat du monde de ringuette |   |    |   |    |     |     | Médaille d'argent           |  |          |
| 2007  | Championnat du monde de ringuette | 4 | 3  | 7 | 10 | -   | 4   | Médaille d'argent           |  |          |
| 2008  | Championnats mondiaux des clubs   | 5 | 4  | 4 | 8  | -   | 10  | Montréal Mission termine 5e |  |          |
| 2010  | Championnat du monde de Ringuette | 5 | 5  | 5 | 10 | -   | 0   | Médaille d'argent           |  |          |

## Palmarès
- Jeux du Québec en 1997 (médaillée d’or)
- Jeux d’hiver du Canada de 1999.
- Médaillée d’or au Championnat canadien 2005 pour Équipe Québec Junior AA
- 13 championnats canadiens de ringuette  à titre de joueuse[6]
- Médaille d'argent  au Championnat du Canada de 2000 à Prince Georges
- Médaille d'argent  aux Championnats mondiaux de 2004
- Médaille d'argent  aux Championnats Mondiaux de 2007
- Médaille d'argent  aux championnats Mondiaux de 2010

## Honneurs individuels
- Membre de l'équipe d'étoiles lors du championnat canadien de ringuette de 2000
- Équipe d’étoiles de la Ligue Nationale de Ringuette  2006, 2007, 2008, 2009

## Vie personnelle
Diplômée de l'Université de Montréal en Kinésiologie, Séguin développe les sports dans les écoles et dans les programmes sport-étude. Elle travaille comme entraineur au club Montréal cadette AA (joueuses  âgées de 16 à 18 ans).